# Vodafone 703SH
Vodafone 703SH（ボーダフォン 703SH）は、シャープが開発した、ボーダフォン日本法人（現ソフトバンクモバイル）が販売するW-CDMA通信方式のVodafone 3G（現SoftBank 3G）サービス及びGSM方式を利用可能な携帯電話端末。2005年（平成17年）7月28日にボーダフォンよりプレスリリース、2005年8月5日より発売開始した。JATE通過は2005年4月6日。

## 特徴
この端末は日本のW-CDMA方式を採用する携帯電話端末の中では最軽量の部類に入る。
小型化やポップなデザインに重点を置かれていてカラーバリエーションなどから主に若年層や女性をターゲットにしていると思われる。
902SHや802SHで不満が続出したユーザーインターフェイスについては、常時画面上部に時計が表示されるようになったりメール作成画面が改良されたりとある程度は改善されているが、基本的なユーザーインターフェイスについてはx02シリーズの共通ユーザーインターフェイスを継承している。
本端末の発展形としてFeliCaを搭載した703SHfが発売されている。
シャープ製3G端末で唯一、モバイルASV液晶を使用していない。